# برنامج تحليل الفجوة
برنامج تحليل الفجات هو برنامج وطني على مستوى الدولة في الولايات المتحدة، يهدف لتقييم ودعم حالة الحفظ الإجمالية للحياة البرية. يُنسّق البرنامج ويوجّه بموجب الماسح الجيولوجي الأمريكي، لكنه نُفّذ بالتنسيق مع البرامج الحكومية والإقليمية.
يهدف البرنامج لضمان بقاء الأنواع الشائعة - تلك التي غير مهددة بالانقراض رسمياً - شائعة عن طريق تحديد مجتمعات تلك الأنواع والنباتات التي لا يتم تقديمها وعرضها بشكلٍ كافٍ في أراضي الحفظ الحالية.
بدأ البرنامج في عقد الثمانينيات، بناءً على تحليل أنواع الطيور في هاواي الذي قام به ج. مايكل سكوت.
نتج عن برنامح تحليل الفجوة مجموعات بيانات وطنية تشمل الغطاء الأرضي والمناطق المحمية، والتي تستخدم لتقييم حالة حفظ أنواع الثدييات والطيور والزواحف والبرمائيات في الولايات المتحدة.
يتضمن برنامج تحليل الفجوات ثلاثة مكونات رئيسية:
1. تحليل الغطاء الأرضي
2. التنبؤ بتوزيع الأنواع الفقارية
3. قاعدة بيانات إدارة الأراضي

ينفّذ كل قسم منها كطبقة في نظم المعلومات الجغرافية